# 列夫·阿齐莫维奇
列夫·安德烈耶维奇·阿齐莫维奇（俄語：Лев Андреевич Арцимович，1909年2月25日—1973年3月1日）苏联物理学家，参与发明托卡马克。

## 生平
1950年代，他与库尔恰托夫研究所的物理学家伊戈尔·塔姆、安德烈·萨哈罗夫发明了托卡马克。1966年签署了反对为斯大林平反的《25人公开信》。1973年，月球上的阿齐莫维奇陨石坑以他的名字命名。

## 荣誉
- 苏联科学院院士（1953年）
- 苏联科学院主席团成员（1957年）
- 社会主义劳动英雄（1969年）